# Holland Patent
Holland Patent – wieś w Stanach Zjednoczonych, w stanie Nowy Jork, w hrabstwie Oneida.